# بوگدان فیلوف
بوگدان فیلوف (بلغاری: Богдан Димитров Филов؛ ۱۰ آوریل ۱۸۸۳ – ۱ فوریهٔ ۱۹۴۵) یک انسان‌شناس، سیاستمدار و باستان‌شناس و ۲۸ امین نخست وزیر بلغارستان بود.